# Ned Kelly (film 2003)
Ned Kelly – film z 2003 roku w reżyserii Gregora Jordana.

## Opis fabuły
Film zrealizowany na podstawie powieści Roberta Drewe'a. Główny bohater filmu to Ned Kelly (Heath Ledger), żyjący w latach 1855-1880. Kelly to legendarny australijski bandyta, który jak Robin Hood napadał tylko na bogatych i rozdawał biednym. Ned Kelly i jego brat byli synami irlandzkiego złodzieja, który został skazany na banicję do australijskiej kolonii karnej. Tam stworzyli Kelly Gang, który to przed ponad dwa lata działał w całym kraju. Kelly był bardzo bystrym, sprytnym człowiekiem; posługiwał się tylko bronią, którą sam zrobił, sam też wykonał metalową kamizelkę kuloodporną i kask. Po raz pierwszy aresztowano go w wieku 16 lat za kradzież konia.

## Obsada
- Heath Ledger – Ned Kelly
- Orlando Bloom – Joe Byrne
- Geoffrey Rush – Hare
- Laurence Kinlan – Dan Kelly
- Phil Barantini – Steve Hart
- Joel Edgerton – Aaron Sherrit
- Brooke Harmon – Maggie Kelly
- David Ngoombujarra